# Sutum (Datteln)
Sutum ist eine Unterbauerschaft und Wohnplatz zwischen Klostern und Natrop in Datteln, Nordrhein-Westfalen. Es liegt am Rande der Stadt Datteln, wo die städtische Siedlung in eine ländliche übergeht.

## Geographische Lage
Sutum liegt nördlich des Stadtkerns am westlichen Ufer des Wesel-Datteln-Kanals, östlich der Ahsener Straße (Landesstraße 609). Geographisch gehört Sutum zur Bauernschaft Klostern. In Sutum liegt die stark verfallene Deitermann Villa, die heute ein Lost Place ist.
Die Umgebung von Sutum ist ländlich; zur Grenze von Natrop hin wird die Umgebung doch eher städtisch.

## Geschichte
Erwähnt wurde Sutum erstmals 1188 als Suethem.